# Гиза, Пётр
Пётр Ги́за (пол. Piotr Giza; 28 февраля 1980, Краков, Польша) — польский футболист, полузащитник.

## Карьера

### Клубная
В молодости выступал за краковские команды «Висла» и «Кабель», а также за «Свит» из Крежовице. В 2002 году стал игроком «Краковии», играл в ней до 2007 года. В 2007 перешёл в столичную «Легию», но в 2011 вернулся обратно в «Краковию».

### В сборной
Сыграл 5 матчей за сборную. Участник ЧМ-2006.